# Вулиця Сім'ї Ханенків
Ву́лиця Сім'ї Ханенків — вулиця в Деснянському районі міста Києва, селище Троєщина. Пролягає від вулиці Радосинської до вулиці Митрополита Володимира Сабодана.
Прилучається вулиця Стефана Таранушенка.

## Історія
Виникла в 1-й половині XX століття. З 1965 року мала назву вулиця Фрунзе,  на честь радянського військового і державного діяча Михайла Фрунзе.
Сучасна назва на честь родини Ханенків, козацько-старшинського роду діячів Гетьманщини, згодом культурних діячів XIX—XX століть — з 2016 року.